# Bataille des Gonaïves
Révolution haïtienne
Batailles
Insurrections (1791-1793)
- Bois-Caïman
- Croix-des-Bouquets
- Morne Pelé
- 1re La Tannerie
- Port-au-Prince
- Le Cap-français

Interventions espagnoles et britanniques (1793-1798)
- 2e La Tannerie
- Marmelade
- Saint-Michel-de-l'Attalaye
- Ennery
- 3e La Tannerie
- Fort-Dauphin
- 1re Tiburon
- L'Acul
- La Bombarde
- 2e Tiburon
- Les Gonaïves
- Port-Républicain
- 1re Dondon
- Massacre de Fort-Dauphin
- Saint-Marc
- Léogane
- Saint-Raphaël
- Trutier
- 3e Tiburon
- 1re Verrettes
- Grande-Rivière
- Mirebalais
- Las Cahobas
- 2e Verrettes
- Petite-Rivière
- 2e Dondon
- 1re Les Irois
- Jean-Rabel
- 2e Les Irois

Guerre des couteaux (1799-1800)
- Jacmel

Expédition de Saint-Domingue (1802-1803)
- La Ravine-à-Couleuvres
- Kellola
- Plaisance
- La Crête à Pierrot
- Noyades du Cap-Français
- Port-au-Prince
- Vertières
- Massacres de 1804 en Haïti

La bataille des Gonaïves  se déroula pendant la révolution haïtienne.

## La bataille
À la suite de l'abolition de l'esclavage par la République française le 4 février 1794, Toussaint Louverture se laissa convaincre d'abandonner l'armée espagnole pour rejoindre les Républicains français. Selon le général Lavaux, Toussaint cessa de combattre les Républicains le 6 avril et rallia la République le 6 mai.
Toussaint demanda à la garnison espagnole de Saint-Raphaël d'être ravitaillé en armes et en munitions, la chose faite quelques heures plus tard, il se retourna contre ses anciens alliés, marcha sur Saint-Raphaël et s'en empara.
Il attaqua ensuite la ville des Gonaïves, plus fortement défendue.
Selon le témoignage d'un certain Pélage-Marie Duboys, les Espagnols capitulèrent mais on leur accorda les honneurs de la guerre et ils purent se retirer.
Les pertes ne sont pas connues, mais 500 habitants de la ville prirent la fuite devant les troupes noires et 150 habitants furent tués. 
Le retournement de Toussaint fit perdre aux Espagnols presque toutes leurs conquêtes à Saint-Domingue.